# إيفان أونيل كان
إيفان أونيل كان (بالإنجليزية: Evan O'Neill Kane)‏ هو جراح أمريكي، ولد في 6 أبريل 1861 في داربي في الولايات المتحدة، وتوفي في 1 أبريل 1932 في كاني في الولايات المتحدة.
كان إيفان قد عمل كرئيس قسم الجراحة في مستشفى كين ساميت في كين ببنسلفانيا، كان مساهماً هاماً في أيامه في جراحة السكك الحديدية (وهي الممارسات الطبية والإدارية الموجهة نحو الصحة المهنية وجراحة حوادث عمال السكك الحديدية). كما كان كين أيضًا مساهمًا جيدًا في الابتكارات الخاصة بالإجراءات والمعدات الجراحية بما في ذلك ضمادات الأسبستوس ونوافذ الميكا لجراحة الدماغ وتضخم الجلد في مواقع متعددة.
كان كين مقتنعًا بأن بعض العمليات الجراحية لا تحتاج إلى تخدير عام، وهو معروف جيدًا في زمانه وفي الوقت الحاضر بإثبات ذلك من خلال إجراء جراحة ذاتية في عام 1921 لإزالة الزائدة الدودية الخاصة به تحت تأثير مخدر موضعي.
في عام 1932 وعن عمر يناهز السبعين عامًا أجرى الجراحة الذاتية علنًا مرة أخرى لإصلاح فتق، كانت بعض ممارسات كين خاصة به، على سبيل المثال، ترك في بعض الأحيان توقيعًا صغيرًا مُرمّزًا بالحبر بجانب جروح بعض مرضاه الذين خضعوا لعمليات جراحية علي يديه، كما اقترح رسم وشم للأمهات والأطفال حديثي الولادة بعلامات مطابقة لتجنب الاختلاط العرضي.
كان كين عضوًا في عائلة بارزة في ولاية بنسيلفانيا ضمت العديد من الأطباء (بما في ذلك والدته) وقد أعطت هذه العائلة اسمها في وقت سابق لكل من مجتمعهم ومستشفى الممارسة الأساسي الخاص به، منزل عائلتهم أنواتوك هو الآن في السجل الوطني للأماكن التاريخية، كان كين أيضًا معروفا للعامة في عام 1931 عندما أدلى بشهادته في محاكمة مثيرة لابنه إليشا كينت كين الثالث، الأستاذ الجامعي، الذي تمت تبرئته من تهمة القتل في مقاطعة إليزابيث سيتي بولاية فرجينيا بعد وفاة زوجته غرقاً أثناء رحلتهما إلى أحد الشواطئ.

## الأسرة والمنزل
كان والد كين هو اللواء الأمريكي في الحرب الأهلية توماس إل كين والذي كان أيضًا مؤسس بلدة كين بولاية بنسيلفانيا وأحد المناضلين البارزين لإلغاء عقوبة الإعدام، كما لعب توماس إل كين دورًا في منع الحرب مع المورمون من خلال صداقته مع بريغهام يونغ، أما والدة كين، إليزابيث دينيستون وود كين، والتي كانت أيضًا طبيبة ممارسة حتى عام 1909، وكذلك فعل شقيقه ويليام (يُدعى أيضًا توماس إل كين الصغير، وهو من مواليد 1863)، وشقيقته هارييت أميليا (1855-1896).  كان لدى كين أيضًا أخ أكبر، إليشا كينت كين (من مواليد 1856)، خريج هندسة من جامعة برينستون.
تزوج كين من زوجته الأولى بلانش روبرت في 28 مايو 1893 لكنها توفيت بعد أقل من عام وبعد أسبوعين فقط من ولادة ابنهما إليشا كينت كين (من مواليد 18 مارس 1894)، ثم تزوج من ليلى روبرت في 1 يونيو عام 1897 ولديه ستة أطفال آخرين من ليلى:
وليام وود كين (من مواليد 7 مايو 1898)
بلانش روبرت كين (من مواليد 9 أغسطس 1899)
برنارد إيفان كين (من مواليد 18 فبراير 1902)
توماس ليبر كين (من مواليد 3 أغسطس 1903)
توأمان روبرت ليفينجستون كين وشويلر كين (مواليد 29 أغسطس 1904).
كان ابن كين، إليشا كينت كين، رئيسًا لقسم اللغة الرومانسية في جامعة تينيسي، اتُهم إليشا بقتل زوجته جيني جي كين (1898-1931) إغراقاً على شاطئ في خليج تشيسابيك، تسببت المحاكمة في ضجة كبيرة في ذلك الوقت؛ إذ تجمعت حشود من الناس خارج قاعة المحكمة بعد أن لم يتمكنوا من العثور على مكان في الداخل، كان لإيفان كين دور فعال في الحصول على تبرئة ابنه من خلال تقديم أدلة طبية في محاكمته، إذ أثبت أن جيني كانت تعاني من مرض في القلب ساهم في غرقها.  استقال إليشا من منصبه في الجامعة بعد محاكمته، يقدم كتاب آن ديفيس، وهي مؤرخة محلية، سردًا خياليًا لهذه الأحداث.
كان توماس لايبر كين، ابن كين، ووالد إيفان أونيل كين، الفيزيائي الذي كان له دور بارز في تطوير نظرية النطاق لأشباه الموصلات والتي أصبحت الآن اللبنة الأساسية للإلكترونيات الحديثة.
مستكشف القطب الشمالي إليشا كينت كين أحد أقاربه أيضًا، فهو عم إيفان كين، لكنه شخص مختلف عن كل من ابن إيفان كين وشقيقه الذي يحمل نفس الاسم.
عاش كين في منزل العائلة أنواتوك، المدرج الآن في السجل الوطني للأماكن التاريخية. تم بناء أنواتوك من قبل والدة كين لإيواء نفسها وابنيها وعائلتيهما بعد إحتراق منزل العائلة الأصلي في عام 1896. وكان المهندس المعماري للمنزل هو والتر كوب والذي تزوج من عائلة كين -  من ابنة عم اللواء كين.
اسم انواتوك وهي كلمة من الإسكيمو يكرم إليشا كينت كين مستكشف القطب الشمالي، توفيت إليزابيث عام 1909 ونقل توماس عائلته في عام 1910 إلى منزل جديد صممه أيضًا والتر كوب تاركًا إيفان أونيل كين وعائلته الشاغلين الوحيدين، وقد ظل أنواتوك منزل كين ومكتبه حتى وفاته.
توفي كين بسبب الالتهاب الرئوي عن عمر يناهز 70 عامًا في عام 1932 بعد فترة وجيزة من محاكمة ابنه وبعد بضعة أشهر فقط من عملية الفتق الكبيرة التي أجراها.

## مستشفى كين سوميت
في عام 1887 أسست إليزابيث كين مع اثنين من أبنائها وهما إيفان وويليام مستشفى كوخ وودسايد في كين، نشأ مفهوم مستشفى الكوخ مع اللواء كين، الذي اعتقد أن الجروح تلتئم بشكل أفضل «في هواء كين»، لكنه توفي في عام 1883 قبل أن تؤسس إليزابيث المستشفى ببضع سنوات، وفي حوالي عام 1892 تم نقل المستشفى مع مرضاه إلى موقع أكبر، كان قد تم بناؤه على أرض تبرعت بها إليزابيث كين وأصبح يُعرف بعد ذلك باسم مستشفى كين سوميت، تخرج إيفان من كلية جيفرسون الطبية بفيلادلفيا عام 1884، مارس مهنته كطبيب في كين وأصبح كبير الجراحين بمستشفى كين ساميت، وهو المنصب الذي شغله وقت إجراء عملية استئصال الزائدة الدودية وتوفي في مستشفاه عام 1932، توقف المرفق عن العمل كمستشفى في عام 1970 لكن المبنى لا يزال يستخدم من قبل مستشفى كين كوميونيتي للإدارة.
تلقى مستشفى كين ساميت كمستشفى عام منحًا خيرية من ولاية بنسيلفانيا، أدت سيطرة الأسرة المشددة على المستشفى إلى شكاوى من الأطباء المحليين الذين ادعوا أنهم لم يتمكنوا من استخدام المستشفى بحرية، تم قبول المرضى بشرط أن يكون لإيفان أونيل كين - بصفته كبير الجراحين - القول الفصل في علاجهم، شعر الأطباء المشتكون أنهم وحدهم يجب أن يكونوا هم من يقرر العلاج المناسب لمرضاهم ووجدوا أن ذاك الوضع غير مقبول، في فبراير 1908 أدت الشكاوى الرسمية إلى مجلس بنسلفانيا لمفوضي المؤسسات الخيرية إلى إجراء تحقيق، إذ كان صاحبا الشكوى يطالبان بسحب منحة المستشفى، لذا كانت هذه مسألة خطيرة بالنسبة للمستشفى لكن إيفان ومساعده توماس ل. كين كانا بعيدين في فلوريدا في ذلك الوقت، وقد وقع الرد على التهم على عاتق شقيقهم إليشا كينت كين الذي كان عضوًا في مجلس إدارة المستشفى  دون الطاقم الطبي، وكان مشرف المستشفى الدكتور م. ج. هايز، تم تغيير قواعد الدخول إلى المستشفى نتيجة التحقيق، ووجد المفوضون أن آل كين لم يستخدموا مناصبهم لتحقيق أرباح غير مقبولة من المستشفى بل على العكس من ذلك فقد قدموا تبرعات كبيرة لكنهم أوصوا بضرورة توسيع المخزون في المستشفى على نطاق أوسع خارج عائلة كين، كما طلب المفوضون نقل مكاتب العيادة الخاصة بإيفان وتوماس كين خارج المستشفى، على الرغم من دفع تكاليف تأثيث هذه المكاتب من قبل شاغليها، إلا أن المستشفى تحمل تكلفة الوقود والمياه والإضاءة.

## جراحة السكك الحديدية
كان كين جراحًا في السكك الحديدية لخمسة خطوط سكك حديدية مختلفة، في زمن كين كانت جراحة السكك الحديدية مختلفة بشكل ملحوظ عن الجراحة في المستشفى وكان لها مجالها الخاص، كثيرًا ما احتاج الجراحون إلى العمل على مسافات بعيدة من مرفق المستشفى المناسب وغالبًا ما حدث ذلك في ظروف صعبة وغير صحية، وكثيرا ما كان يتم إجراء العمليات بالمعدات والمواد الأساسية فقط. أدت الحوادث الصناعية على السكك الحديدية إلى العديد من الإصابات البليغة.  كانت نسبة كبيرة من العمليات المقدرة بـ 1000 التي أجراها كين في السنوات الثلاث من 1898 إلى 1900 عبارة عن علاج لحوادث على السكك الحديدية، وكان كثير منها عمليات جراحية في البطن. كان الهدف من العديد من ابتكارات كين الطبية أن تكون مساعدة للجراح في هذا المجال ومن الواضح أنها مستوحاة من عمله كجراح في السكك الحديدية.

## الابتكارات والاختراعات
قام كين بتشغيل الموسيقى باستخدام الفونوغراف في غرفة العمليات قبل تخدير المريض، مدفوعاً باعتقاده أن للموسيقى تأثيراً مهدئاً على مرضاه أكثر فعالية من المحادثة (إذ أن الجراح غالباً ما يكون مشتتًا كما أن المحادثات مع المساعدين تضاءلت  في أحيان كثيرة)، الأمر الذي جعل كين أحد رواد العلاج بالموسيقى، وقد أظهرت الدراسات منذ ذلك الحين أن الموسيقى يمكن أن تساعد في تقليل ألم ما بعد الجراحة وهو ما يساعد أيضًا في تقليل الحاجة إلى المسكنات.
كما أدخل كين تحسينًا لزر مورفي، وهو جهاز كان يستخدم آنذاك بشكل شائع لمفاغرة الأمعاء، أما الآن فيتم إجراؤه عادةً باستخدام دباسة جراحية، كان كين يبحث عن جهاز بفتحة أكبر وإمكانية أقل للانسداد بعد أن فقد مريضًا قام بتركيب زر مورفي عليه.
قدم كين ورقة بحث إلى الأكاديمية الأمريكية لجراحي السكك الحديدية في عام 1900 تتناول صعوبة إعطاء الحقن الوريدي في هذا المجال، وسرد كين من بين الصعوبات الظروف غير المعقمة وميل الأوردة إلى الانهيار بعد النزيف، كان الحل الذي قدمه عبارة عن جهاز يمكن أن يحتوي على ما يصل إلى عشرة إبر، لكن كين لم يستخدم هذا العدد مطلقًا لأن أربعة إبر فقط كانت كافية في العادة، وقد أدى اختراع كين إلى تسريع معدل استبدال السوائل عدة مرات، تم انتقاد جهاز كين في وقت لاحق من قبل إدوين هاسبروك الذي اقترح تصميمًا محسّنًا بديلاً، ومع ذلك لا يزال الحقن تحت الجلد في موقعين بهدف امتصاص السوائل بشكل أسرع تقنية مستخدمة اليوم.
كان لدى كين بعض الأفكار الجديدة حول المواد المستخدمة في الجراحة، وقد أتى بعض ذلك التأثير من عمله في جراحة السكك الحديدية، وكان مهتمًا بشكل خاص بالمواد التي كانت جيدة للاستخدام في هذا المجال ودافع في بعض الأحيان عن استخدام الإمدادات التي يمكن الحصول عليها محليًا من متاجر الأجهزة والموردين المحليين، وقد صنع ضماداته الخاصة من الأسبستوس المنسوج، وهي مادة كانت متاحة بسهولة في ذلك الوقت، كان تعقيم الضمادات وإبقائها معقمة مشكلة في هذا المجال، وذلك على عكس الضمادات الحديثة - التي يتم توفيرها في عبوات محكمة الغلق ومعقمة، كان لابد من تعقيم الضمادات في ذلك الوقت قبل الاستخدام مباشرة، ولكن في حالة الطوارئ قد يكون هناك القليل من الوقت للقيام بذلك، وقد سمح استخدام الضمادات المقاومة للحريق بتعقيمها سريعًا في النار المفتوحة، في عام 1924 اقترح كين استخدام الميكا لإصلاح جروح الرأس التي كشفت وأتلفت الدماغ، وذكر من بين مزايا ذلك أنه يوفر نافذة للطبيب لمراقبة الضرر وأنه في حالة الطوارئ في هذا المجال يمكن الحصول على الميكا عن طريق إزالتها من نافذة الموقد، وهو التطبيق آنذاك.اع استخدامه آنذاك. من ابتكارات كين الأخرى للاستخدام في هذا المجال كان مصباح الأسيتيلين الذي يرتديه الجراح على رأسه، كان هذا المصباح مخصصًا للعمليات التي تتم ليلاً، يقول كين إنه كان مفيدًا بشكل خاص في إضاءة تجويف البطن.
دعا كين إلى ومارس وشم الأطفال حديثي الولادة (في مكان غير واضح) بعلامة تعريف تطابق وشمًا متطابقًا على الأم، كان كين على اطلاع على الحالات التي تم فيها تقديم ادعاءات عن اختلاط الأطفال ورغب في تجنب أي احتمال لحدوث ذلك في مستشفاه، من وجهة نظر كين فإن الأنظمة الإكلريكية المعقدة المصممة لمنع الأخطاء التي قد تقع في مستشفى كبير كانت غير عملية في المستشفيات الصغيرة، وذلك ببساطة لأن الموظفين الإداريين الذين يتولون تلك الأمور لم يكونوا متاحين، كما جادل كين بأنه كان من المستحيل إثبات أنه لم يتم ارتكاب خطأ في نظام إكليريكي بحت.

## الجراحة الذاتية
كان لدى كين تاريخ في العمل على نفسه، ففي عام 1919 قام ببتر أحد أصابعه الذي أصيب بالعدوى، لكن عملية إزالة الزائدة الدودية الخاصة به تحت تأثير مخدر موضعي والتي أجريت في 15 فبراير 1921 عن عمر 60 عامًا كانت هي التي جلبت إليه انتباه وسائل الإعلام على نطاق أوسع، ويُعتقد أنه كان أول من قام بهذه العملية الذاتية، كان أحد دوافعه لفعل ذلك هو تجربة هذا الإجراء من منظور المريض، كما أنه كان يفكر في استخدام التخدير الموضعي في المستقبل للمرضى الذين يعانون من حالات طبية حالت دون إجراء التخدير العام، وأراد التأكد من أن هذا الإجراء يمكن أن يتحمله المريض، اعتقد كين أن الإثير (وهو المخدر العام المعتاد حينئذ) كان يستخدم أكثر من اللازم وأنه كان أكثر خطورة من التخدير الموضعي، كان المخدر الذي استخدمه كين هو النوفوكايين، وهو بديل حديث إلى حد ما للكوكايين الأكثر خطورة، كان كين قد أجرى هذه العملية قرابة ال 4000 مرة على الآخرين، وقد أجرى الجراحة بمساعدة المرايا التي مكنته من رؤية منطقة العمل، في ذلك الوقت كانت العملية أكبر مما هي عليه اليوم، إذ  كان الشق المطلوب لإزالة الزائدة الدودية أكبر بكثير مما هو مطلوب لتقنيات جراحة ثقب المفتاح الحديثة، ومع ذلك، كان كين بحالة جيدة بما يكفي لعودته إلى المنزل في اليوم التالي لإجراء الجراحة.
لم تكن هذه العملية التي قام بها كين مجرد ضجة كبيرة في وقتها، بل استمر الحديث عنها لسنوات عدة، حتى أن مجلة العلم الشعبي Popular Science أشارت إليها في عددها الصادر عام 1933 وذلك في مقال عن التخدير.
وفي مناسبة أخرى، في عام 1932 عندما كان يبلغ من العمر 70 عامًا، قام كين بإصلاح فتقه الإربي تحت تأثير مخدر موضعي، كان الفتق ناتجًا عن حادث ركوب خيل قبل ستة أعوام، أجريت الجراحة في مستشفى كين سوميت بحضور الصحافة، بما في ذلك أحد المصورين،  تعتبر هذه العملية أكثر خطورة من عملية استئصال الزائدة الدودية السابقة بسبب خطورة حدوث ثقب في الشريان الفخذي، استغرقت العملية ساعة و 55 دقيقة، وعاد كين إلى غرفة العمليات للعمل بعد 36 ساعة من إجرائها.
في الجزء الأخير من حياته المهنية، بدأ كين في توقيع عمله اليدوي من خلال رسم وشم على مرضاه حرف "K" بطريقة مورس (▄▄▄ ▄ ▄▄▄) باستخدام الحبر الهندي.  ومع ذلك ، أثناء عملية الفتق ، أصبح يشعر بالنعاس لدرجة أنه لم يتمكن من إنهاء الخياطة ، لذا فقد سقطت هذه المهمة والوشم على عاتق هوارد كليفلاند (الذي أصبح فيما بعد كبير الجراحين في عام 1938.

## الكحول
كان كين يعارض استهلاك الكحول، كان الكحول يستخدم سابقًا على نطاق واسع كعلاج في الطب، لكن كين اعتقد أن هذا لا كان ضروريًا ولا مرغوبًا فيه، كما تحدث ضد اقتراح بإعادة بيع المشروبات الروحية في قواعد الجيش، إذ لم يعد الكحول متاحًا للجنود في ثكناتهم عندما ألغيت مقاصف الجيش في عام 1901 تمهيدًا للحظر، وقد حاول ريتشارد بارتولدت لسنوات عديدة تقديم مشروع قانون يلغي هذا القرار داعماً جهوده بالتماس موقع من 279 طبيبًا، وقد انتقد كين ذلك بقوله: «إذا لم يتمكن جنودنا من العثور على تسلية مريحة دون شرب الخمر، فقد حان الوقت لأن يبذل الضباط، الذين يمتلكون الكثير من الوقت، جهدًا حازمًا لتحسين ذلك».

## المنشورات
«ضمادات الأسبستوس المقاوم للحريق» مجلة الجمعية الطبية الأمريكية - المجلد 25 - العدد 23 - الصفحات 996-997 - 7 ديسمبر 1895.
«علاج تضخم البروستاتا عن طريق الضغط الداخلي» مجلة الجمعية الطبية الأمريكية - المجلد 26 - العدد 11 - ص 521-522 - 14 مارس 1896.
«جهاز جديد لعلاج كسر الترقوة» مجلة الجمعية الطبية الأمريكية - المجلد 27 - العدد 11 - ص 596-597 - 12 سبتمبر 1896.
«الزهري والسُكر» مجلة الجمعية الطبية الأمريكية - المجلد 28 - العدد 20 - الصفحات 951-952 - 15 مايو 1897.
«المصباح والعاكس الأسيتيلين للتشغيل الليلي» - مجلة الجمعية الطبية الأمريكية - المجلد 43 - العدد 17 - ص.  1231 - 22 أكتوبر 1904.
«تمدد وإزاحة القلب الناتج عن ذات الجنب» مجلة الجمعية الطبية الأمريكية - المجلد 57 - العدد 10 - ص 792-793 - 2 سبتمبر 1911.
«الفونوغراف في غرفة العمليات» مجلة الجمعية الطبية الأمريكية - المجلد 62 - العدد 23 - ص.  1829، 6 يونيو 1914.
«جراحة السكك الحديدية والجيش - مقارنة» المجلة الدولية للجراحة - المجلد 29 - ص.  390 - ديسمبر 1916.
«العلاج بالراديوم» الراديوم - المجلد 7 - العدد 1 - الصفحات 16-20 - أبريل 1916.
«المشابك المعدنية القابلة للامتصاص كبديل للوصلات المركبة والخيوط العميقة في إغلاق الجرح» مجلة الجمعية الطبية الأمريكية - المجلد 69 - العدد 8 - الصفحات 663-664 - 24 مايو 1917.
«استئصال الزائدة الدودية الذاتية: تاريخ الحالة» - المجلة الدولية للجراحة - المجلد 34 - الإصدار 3 - الصفحات 100-102 - مارس 1921.
«ورقة الميكا في جراحة الدماغ» مجلة الجمعية الطبية الأمريكية - المجلد 82 - رقم 21 - ص.  1714 - 24 مايو 1924.